# Arthur Hermann (Turner)
Arthur Alfred Hermann (* 16. Oktober 1893 in Mülhausen; † 28. März 1958 in Belfort) war ein französischer Turner.

## Erfolge
Arthur Hermann gab 1920 bei den Olympischen Spielen in Antwerpen sein Olympiadebüt und gehörte bei diesen zur französischen Turnriege im Mannschaftsmehrkampf. Dabei traten insgesamt fünf Mannschaften an, die aus 16 bis 24 Turnern bestehen durften. Geturnt wurden Übungen am Reck, am Pauschenpferd, am Barren, mit Handgeräten und an insgesamt vier Hürden à 70 cm. Bei einer maximal möglichen Gesamtpunktzahl von 404 erzielte die italienische Mannschaft das beste Resultat mit 359,855 Punkten und wurde Olympiasieger. Dahinter folgte die Mannschaft des Gastgebers Belgien, die auf 346,765 und damit den Silberrang kam, vor Frankreich auf dem dritten Platz mit 340,100 Punkten. Ohne Medaillen blieben die Tschechoslowaken mit 305,255 auf Rang vier und die Briten mit 299,115 Punkten auf Rang fünf. Hermann gewann somit zusammen mit Georges Berger, Émile Bouchès, René Boulanger, Alfred Bruyenne, Eugène Cordonnier, Léon Delsarte, Lucien Démanet, Paul Durin, Victor Duvant, Fernand Fauconnier, Albert Hersoy, Alphonse Higelin, Georges Hoël, Louis Quempe, Georges Lagouge, Paulin Lemaire, Ernest Lespinasse, Émile Boitelle, Jules Pirard, Eugène Pollet, Georges Thurnherr, Marco Torrès, François Walker, Julien Wartelle und Paul Wartelle die Bronzemedaille.
Vier Jahre darauf nahm er auch an den Olympischen Spielen 1924 in Paris teil. Im Tauhangeln platzierte er sich auf Rang sechs, sein bestes Resultat in einer Einzeldisziplin. Außerdem erreichte er am Pauschenpferd Rang neun, am Reck Rang 17, an den Ringen Rang 20, im Einzelmehrkampf Rang 27, am Barren Rang 28, im Seitpferdsprung Rang 37 und am Pferdsprung Rang 67. Im Mannschaftsmehrkampf gewann Hermann die Silbermedaille. Zusammen mit Jean Gounot, François Gangloff, Eugène Cordonnier, Léon Delsarte, Alphonse Higelin, Joseph Huber und Albert Séguin gelang ihm eine Punktzahl von 820,528, der zweitbeste Wert hinter der italienischen Turnriege mit 839,058 Punkte.